# Puerto Enco
Puerto Enco es un caserío de la comuna de Los Lagos, ubicada en el sector este de la comuna, se encuentra en la parte más oriental del Lago Riñihue cerca de la desembocadora del río Enco y muy cercano a la localidad de Enco en la comuna de Panguipulli.

## Hidrología
Puerto Enco se ubica al norte de la desembocadura del  río Enco, junto a las aguas del Lago Riñihue.

## Accesibilidad y transporte
Puerto Enco se encuentra a 12 km de la localidad de Choshuenco a través de la Ruta T-47.